# Janko Prunk
Janko Prunk ( audio) (* 30. prosinec 1942, Loka pri Zidanem Mostu, dnešní Slovinsko) je slovinský historik, zabývající se moderní historií a politik, v letech 1992–1993 ministr pro Slovince mimo Slovinsko a národní menšiny Slovinska. Věnuje se psaní v oblasti analytické politologie, moderní historie, vznikem moderních politických formací a historií sociální a politické filozofie ve Slovinsku. Sepsal taktéž dějiny politických hnutí ve Slovinsku od konce 19. století do druhé světové války, obzvláště o slovinském křesťanském socialismu, a dějiny slovinských národních otázek.

## Vzdělání
Narodil se v malé vesnici Loka pri Zidanem Mostu (součást Sevnice) ve středním Slovinsku, které bylo v té době součástí Němci okupovaného Dolního Štýrska.
V roce 1966 absolvoval studium historie a sociologie na Ljubljanské univerzitě, titul magistra pak získal na stejné univerzitě v roce 1972. V roce 1976 obdržel titul doktora filozofie za disertační práci o vztazích mezi slovinským křesťansko-socialistickým hnutím a Komunistickou stranou Slovinska v Osvobozenecké frontě slovinského lidu. V letech 1984 a 1988 získal stipendium od Nadace Alexandera von Humboldt, což mu umožnilo pokračovat v jeho studiích v Kolíně nad Rýnem a Freiburku. Později pracoval jako výzkumný pracovník na Freiburské univerzitě. Mezi léty 1966 až 1995 spolupracoval s Institutem moderních dějin v Ljubljani. V současnosti je profesorem na fakultě sociálních věd Ljubljanské univerzity.
Je také členem Institutu evropské historie v Mohuči a starší odborný asistent v Centru pro evropské integrační studia v Bonnu.

## Politika
Prunk se také aktivně účastní politického dění. Jako obdivovatel Jože Pučnika vstoupil do Demokratické opozice Slovinska krátce po demokratizaci této země. Byl aktivním členem Slovinské demokratické strany (mezi léty 1989 a 2003 známé jako Slovinská sociálně demokratická strana). Mezi 1992 a 1993 byl ministrem pro Slovince mimo Slovinsko a národní menšiny Slovinska  v prvním koaličním kabinetě Janeza Drnovšeka.
Po roce 1994 se Prunk stáhl z politiky na deset let. Před parlamentními volbami 2004 agitoval za Slovinskou demokratickou stranu. V roce 2005 byl jmenován ministrem zahraničí Dimitrijem Rupelem do funkce prezidenta Slovinsko-chorvatské historické komise. Tato komise byla vytvořena vládami obou zemí za účelem projasnění historie vztahů mezi těmito státy. Mezi léty 2004 až 2008 byl předsedou vnitrostranického výboru pro školství Slovinské demokratické strany. V roce 2008 na tento post rezignoval z důvodu nesouhlasu s vládní politikou prosazování soukromých univerzit. Po této rozluce se stranou se stal velmi kritickým na premiéra Janeze Janšu, kterého obvinil z toho, že je "liberální s autoritativními prvky, který aspiruje na post slovinského Piłsudského".
Po parlamentních volbách 2008 Prunk vysvětlil svoje zklamání nad Slovinskou demokratickou stranou jako následek jejího neo-liberálního obratu. Podle jeho názoru se strana obrátila zády k ideálu sociálního státu jejího zakladatele Jože Pučnika. Také kritizoval příliš charismatický způsob vedení strany prezidentem Janšou. Podle něj strana pravděpodobně zkolabuje, pokud Janša rezignuje.

## Dílo
Janko Prunk napsal více než 400 odborných článků a 15 knih. Jeho kniha A brief history of Slovenia : historical beckground of the republic of Slovenia je jednou z nejkomplexnějších prací o moderních slovinských dějinách.